# 第1幕への前奏曲
第1幕への前奏曲（だい1まくへのぜんそうきょく、Prelude to Act 1）とは、ジョルジュ・ビゼーによって1875年に初演されたオペラ『カルメン』の前奏曲。序曲として紹介されることも多々ある。途中でアリア『闘牛士の歌』の旋律が組み込まれており、そのためか『闘牛士』とかかれる場合もある。
カルメンの曲中の中では最も有名な作品で、単独で演奏されることも多い。日本では運動会にも使われることがある。運動会以外にも色々な場所で上演された。演奏時間は約2分。
なお、この有名な旋律は、第4幕の『来たぞ、来たぞ』でも使われている。